# Лајош Чордаш
Лајош Чордаш (мађ. Csordás Lajos; Будимпешта, 26. октобар 1932 — Будимпешта, 5. април 1968.) био је мађарски фудбалер и тренер. Освојио је златну медаљу на Летњим олимпијским играма 1952. одржаним у Хелсинкију и био је вицешампион Светског првенства у фудбалу 1954. године одржаном у Берну, Швајцарска.

## Каријера
Чордаш је фудбалску каријеру започео 1945. године у МТЕ у Будафоку. Од 1950. године је био фудбалер Будимпештанског Вашаша, затим Вашаша СК. Између 1952. и 1959. деветнаест пута је био репрезентативац, постигавши осам голова за репрезентацију своје земље. Био је члан мађарске фудбалске репрезентације која је освојила олимпијско фудбалско првенство у Хелсинкију 1952. године. Био је члан тима за Светско првенство у фудбалу 1954, али није одиграо ни једну утакмицу на турниру. До 1962. године у Вашашу је наступио на 226 лигашких утакмица и постигао 104 гола. Од 1962. је постао фудбалер СК Чепел, где је одиграо само једну сезону. Пензионисан је релативно рано, 1963. године. Од 1966. до 1967. био је тренер Вашаша, а 1967-1968 тренер Будафоки МТЕ. 1966. године, Вашаш је под његовим руководством освојио првенство Мађарске.